# 856.
◄ | 8. stoljeće | 9. stoljeće | 10. stoljeće | ►
◄ | 820-ih | 830-ih | 840-ih | 850-ih | 860-ih | 870-ih | 880-ih | ►
◄◄ | ◄ | 853. | 854. | 855. | 856. | 857. | 858. | 859. | ► | ►►
Astronomija • Književnost • Kršćanstvo • Pravo • Promet

## Smrti
- 4. veljače – Raban Mauro, svetac

## Vanjske poveznice
|  | Zajednički poslužitelj ima još gradiva o temi 856. |